# آبشار باترمیلک
آبشار بوترمیلک (به انگلیسی: Buttermilk Falls) آبشاری است که در همیلتون (انتاریو)، کانادا واقع شده و ارتفاع کلی ریزشگاه آن ۲۳ متر (۷۵ فوت) است.